# Троянды (Вольнянский район)
Троянды (укр. Троянди) — село,
Куприяновский сельский совет,
Вольнянский район,
Запорожская область,
Украина.
Код КОАТУУ — 2321582204. Население по переписи 2001 года составляло 130 человек.

## Географическое положение
Село Троянды находится на левом берегу реки Мокрая Московка,
выше по течению на расстоянии в 5 км расположено село Московка,
ниже по течению на расстоянии в 1 км расположено село Куприяновка,
на противоположном берегу — село Малая Куприяновка.

## История
- 1900 год — дата основания как село Богдановка.
- В 1964 году переименовано в село Троянды.